# Übereinkommen über das Recht der nichtschifffahrtlichen Nutzung internationaler Wasserläufe
Die UN-Gewässer-Konvention (offiziell Übereinkommen über das Recht der nichtschifffahrtlichen Nutzung internationaler Wasserläufe; englisch Convention on the Law of the Non-Navigational Uses of International Watercourses) ist ein internationales Abkommen, das die Zusammenarbeit von Vertragsstaaten bezüglich grenzüberschreitender Wasserläufe regelt. Das Übereinkommen wurde am 21. Mai 1997 von der Generalversammlung der Vereinten Nationen angenommen und umfasst die Nutzung, die Entwicklung, den Schutz und das Management von über- und unterirdischen Binnengewässern. Das Übereinkommen wurde von 35 Ländern ratifiziert und trat am 17. August 2014 in Kraft.
Das Sekretariat für die UN-Gewässer-Konvention befindet sich an der University of Dundee in Schottland.
Die UN-Gewässer-Konvention ist nicht zu verwechseln mit der Wasserkonvention der UNECE (englisch Convention on the Protection and Use of Transboundary Watercourses and International Lakes), welche 1992 verabschiedet wurde und die internationale Kooperation zwischen ihren Vertragsstaaten bezüglich des Schutzes und der Nutzung grenzüberschreitender ober- und unterirdischer Gewässer regelt.

## Begrifflichkeiten
Zwei wichtige Begrifflichkeiten, die im Zusammenhang mit der UN-Gewässer-Konvention stehen, sind zum einen die Nutzung und zum anderen die Gewässersysteme.
Das Abkommen enthält bezüglich der schifffahrtlichen Nutzung der Gewässer keine Angaben und ist diesbezüglich auch nicht ausgerichtet. Die Nutzung bezieht sich aber auf alle anderen Aspekte die im Zusammenhang mit den Gewässern stehen, wie zum Beispiel ihr Management, ihren Erhalt und ihren Schutz.
Die im Abkommen erwähnten Gewässersysteme beinhalten große und kleine Flüsse, ihre Neben- und Zuflüsse, verbundene Seen und die Grundwasserleiter. In Bezug auf die Grundwasserversorgung kommen noch Gletscher, Wasserreservoirs und Kanäle hinzu.

## Geschichte
Die UN-Gewässer-Konvention hat ihren Ursprung bereits Ende der 1950er Jahre. Damals wurde der Generalsekretär durch die Generalversammlung der Vereinten Nationen mit Untersuchungen beauftragt, sich mit den rechtlichen Problemen bezüglich der Nutzung internationaler Flussläufe zu befassen. Am 21. Juli 1971 verabschiedete die Generalversammlung der Vereinten Nationen eine Resolution zu „Progressive Development and Codification of the Rules of International Law Relating to International Watercourses“. Über 20 Jahre wurde umfangreich an der Aufgabe gearbeitet, um Informationen zusammenzutragen und Probleme zu identifizieren. 1994 wurden schließlich die ersten 33 Artikelentwürfe veröffentlicht und die Handhabung und Nutzung von grenzüberschreitendem Grundwasser mit in den Vertragsentwurf einbezogen. Nach weiteren Überarbeitungen des ersten Entwurfs, unterschiedlichen Untersuchungen und einer zusätzlichen Ausarbeitung durch eine spezielle Arbeitsgruppe, die für insgesamt 5 Wochen im Oktober 1996, April und Mai 1997 tagte, entstand die fertige Vorlage für die am 21. Mai 1997 verabschiedete Konvention über das Recht der nichtschifffahrtlichen Nutzung internationaler Wasserläufe.

### In Kraft treten
35 Länder haben seit 1997 das Abkommen ratifiziert. Die Vertragsstaaten sind auf der offiziellen Website der UN-Vertragstexte aufgelistet.
Mit der Hinterlegung der 35. Ratifikationsurkunde durch Vietnam wurden die Voraussetzungen für das Inkrafttreten der UN-Gewässer-Konvention am 17. August 2014 erfüllt, 17 Jahre nach ihrer Verabschiedung.
Nur zwei der deutschsprachigen Länder haben bis heute das Abkommen ratifiziert: Deutschland und Luxemburg. Deutschland hat bereits im August 2006 das Gesetz verabschiedet, welches nun, da das Übereinkommen im August 2014 in Kraft trat, auch gültig ist.

## Inhalte
Das Abkommen gliedert sich in 7 Teile mit 37 Artikeln.
In Teil II Allgemeine Grundsätze wird erläutert wie sich Vertragsstaaten bezüglich der Wasserläufe zu verhalten haben und was sie beachten müssen.
Wichtige Eckpunkte des Übereinkommens sind im Folgenden zusammengefasst:
Artikel 5: Dieser Artikel besagt, dass gegenseitige Rücksichtnahme in Bezug auf die Wasserversorgung aller Vertragsstaaten zu nehmen ist. Negative Auswirkungen für die Mitnutzerstaaten, durch Veränderungen an den Wasserläufen sollen vermieden und bereits vorab in Betracht gezogen werden. Grundsätzlich sind die Wasserläufe nachhaltig zu nutzen.
Artikel 6: Die Wassernutzung soll möglichst gerecht und überlegt verteilt werden. Hierfür können unterschiedliche Faktoren entscheidend sein, wie z. B. die Bevölkerungsgröße des jeweiligen Landes oder die natürlichen Fakten wie zum Beispiel die Geographie.
Artikel 9, 11 und 12: Der Informationsaustausch zwischen den Vertragsstaaten bezüglich des Zustands der Wasserläufe sowie deren geplanten Nutzung oder Veränderung ist ein Kernthema der UN-Gewässer-Konvention. Die Informationsübergabe muss in einem zeitlichen Rahmen geschehen, der dem Anrainerstaat genügend Zeit gibt, die geplanten Nutzungsänderungen auf eventuelle Schädlichkeit zu untersuchen.
Artikel 19: Das Abkommen erlaubt den Vertragsstaaten zudem den sofortigen Eingriff und außerordentliche Nutzung der Wasserläufe, im Falle äußerster Dringlichkeit. Die betroffenen Anrainerstaaten sind jedoch von der existierenden Notlage und deren Handhabung sofort zu unterrichten.
Artikel 17, 18: Falls die außerordentliche Nutzung der Wasserläufe, hervorgerufen durch die besondere dringliche Situation, von den anderen Mitnutzerstaaten als extrem nachteilig angesehen wird, müssen Verhandlungen über einen Kompromiss stattfinden. Hier können auch die anderen, nicht betroffenen Vertragsstaaten als Schlichter mitwirken. Wird keine Einigung erlangt, kann der Internationale Gerichtshof eingeschaltet werden.
In Teil IV werden sämtliche Maßnahmen beschrieben, die zum dauerhaften Schutz der Wasserläufe führen sollen. Die Vertragsländer sollen sinnvolle Schritte unternehmen, wodurch Schäden, die durch z. B. Verschmutzungen oder die Einführung nicht einheimischer Arten hervorgerufen werden, vorab kontrolliert werden. Zusätzlich verpflichtet es die Vertragsstaaten dazu, für verursachte Schäden Kompensationen zu leisten und Wasserläufe wieder in Stand zu setzen.
Teil V erläutert das Verhalten bei Notsituation, die entweder natürlich oder menschenverschuldetet entstanden sind. Mitnutzerstaaten derselben Wasserläufe müssen umgehend von dringlichen Umständen wie z. B. Überschwemmungen und anderen wasserbetreffenden Probleme, wie z. B. übertragbare Krankheiten, informiert werden.

## Kontroversen
Obwohl das Abkommen ursprünglich mit einer großen Mehrheit befürwortet wurde, hat es 17 Jahre gedauert, bis es endlich im August 2014 in Kraft treten konnte. Dafür gibt es unterschiedliche Gründe. Einige UN-Mitgliedstaaten, die für dieses Übereinkommen gestimmt hatten, sind aufgrund ihrer geografischen Lage gar nicht davon betroffen. Andere Länder sind noch skeptisch und befürchten Nachteile durch die Ratifizierung.

## Bedeutung
Die UN-Gewässer-Konvention ist ein wichtiger politischer Schritt, um die friedliche Lösung zwischenstaatlicher Konflikte um Süßwasserressourcen zu fördern.
Im Rahmen dieses Abkommens wurde über viele Jahre eine Vielzahl an wissenschaftlichen Untersuchungen durchgeführt, die Zusammenhänge, gesetzliche Regelungen und Problematiken bezüglich der internationalen Regelungen der Süßwassernutzung aufzeigen. Dieses Wissen ist sehr wertvoll und kann auch in Zukunft genutzt werden um Konflikte zu lösen und Sachlagen aufzuklären.